# Bourg-Saint-Bernard
 Bourg-Saint-Bernard  es una población y comuna francesa, en la región de Mediodía-Pirineos, departamento de Alto Garona, en el distrito de Toulouse y cantón de Lanta.

## Demografía
| 590 | 605 | 585 | 584 | 659 | 772 |
| Para los censos de 1962 a 1999 la población legal corresponde a la población sin duplicidades (Fuente: INSEE [Consultar]) |     |     |     |     |     |

## Monumentos

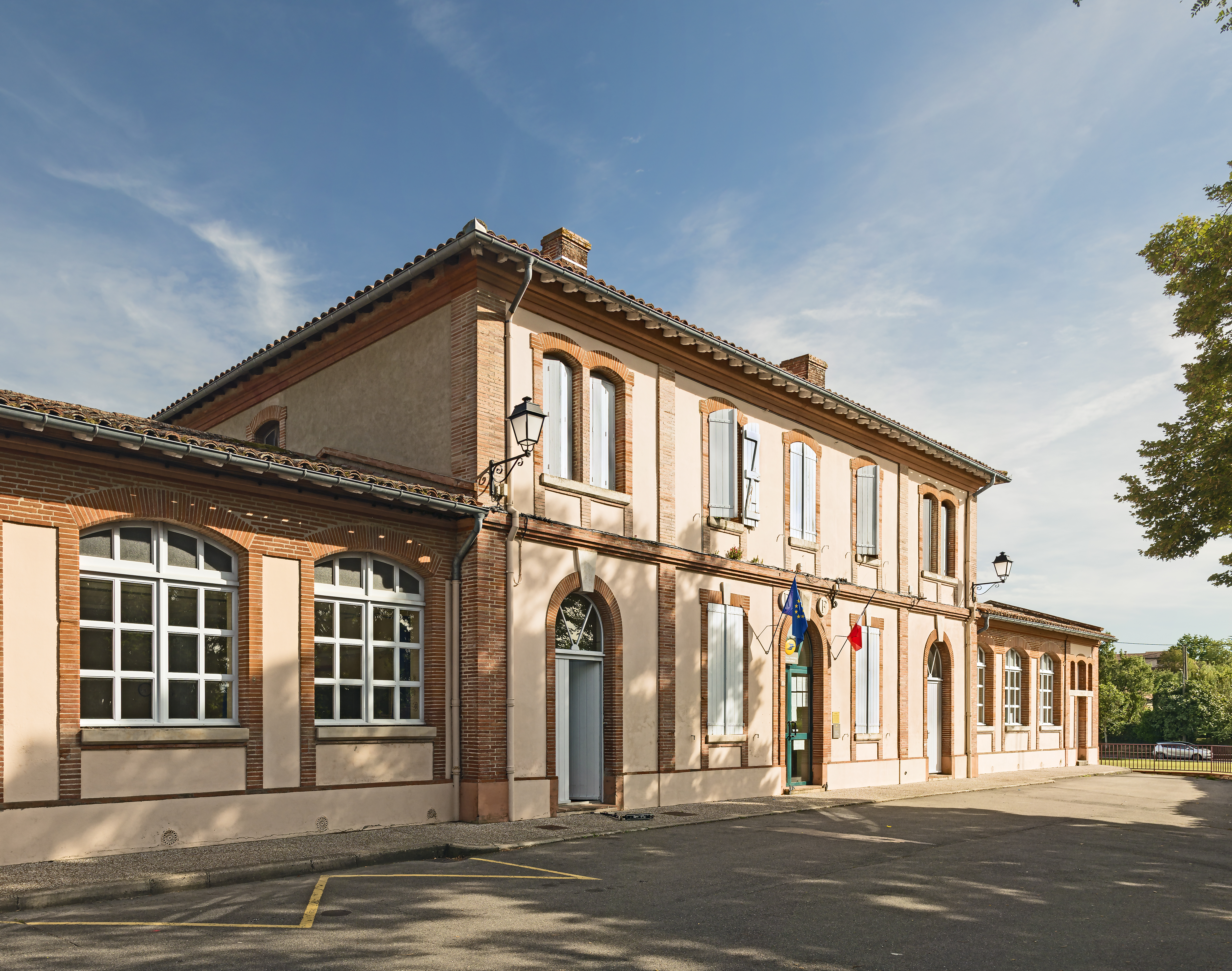
Ayuntamiento.
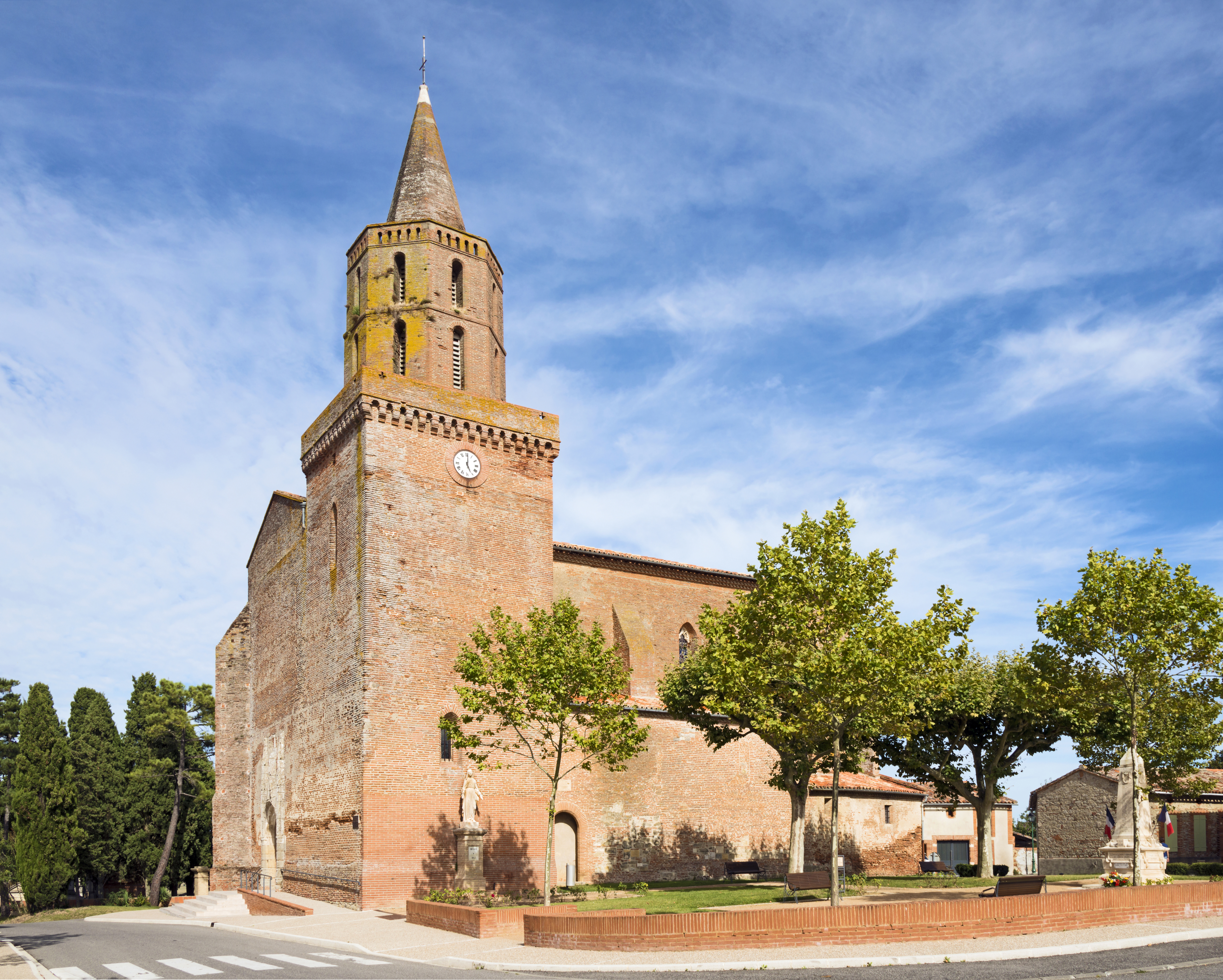
Iglesia.
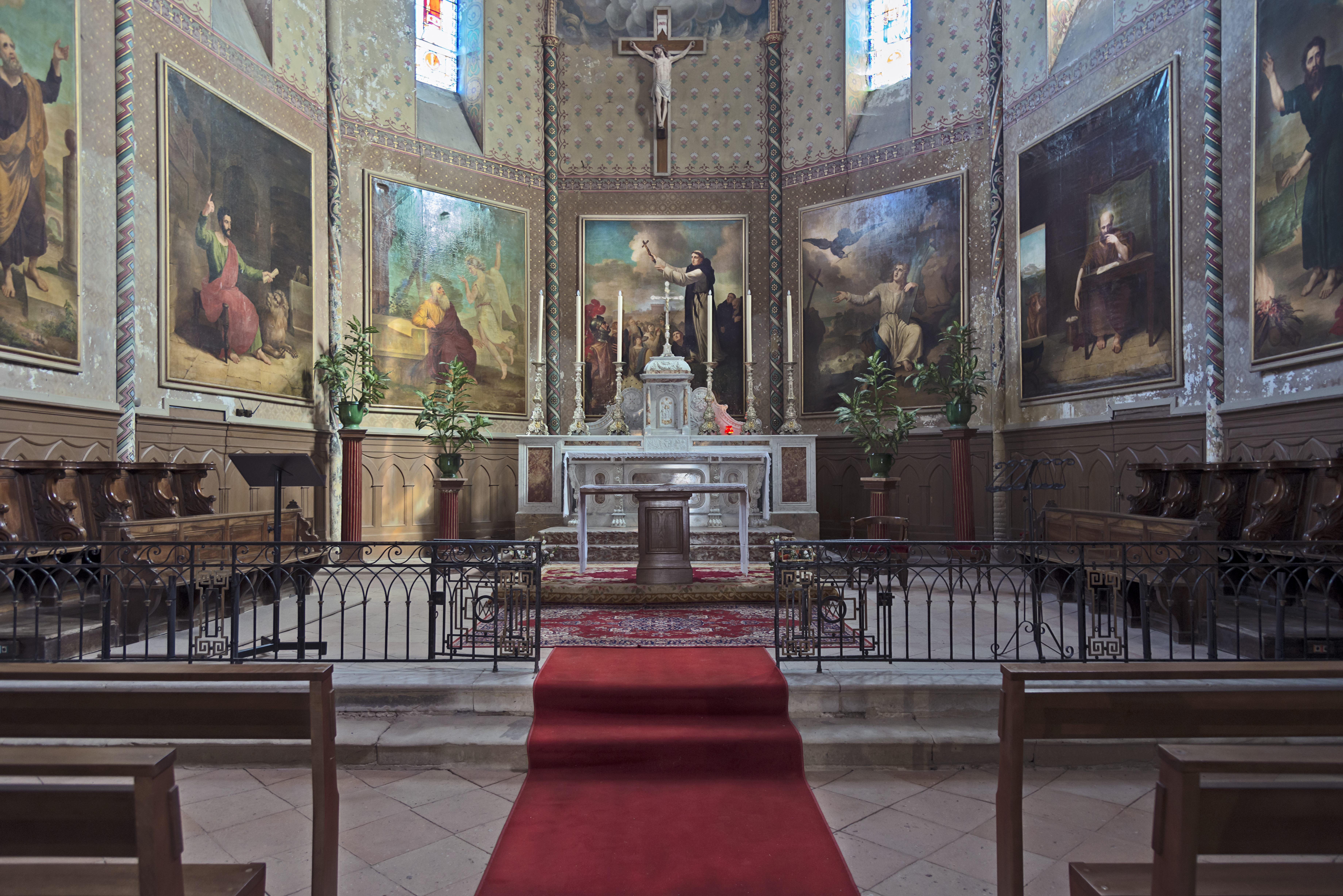
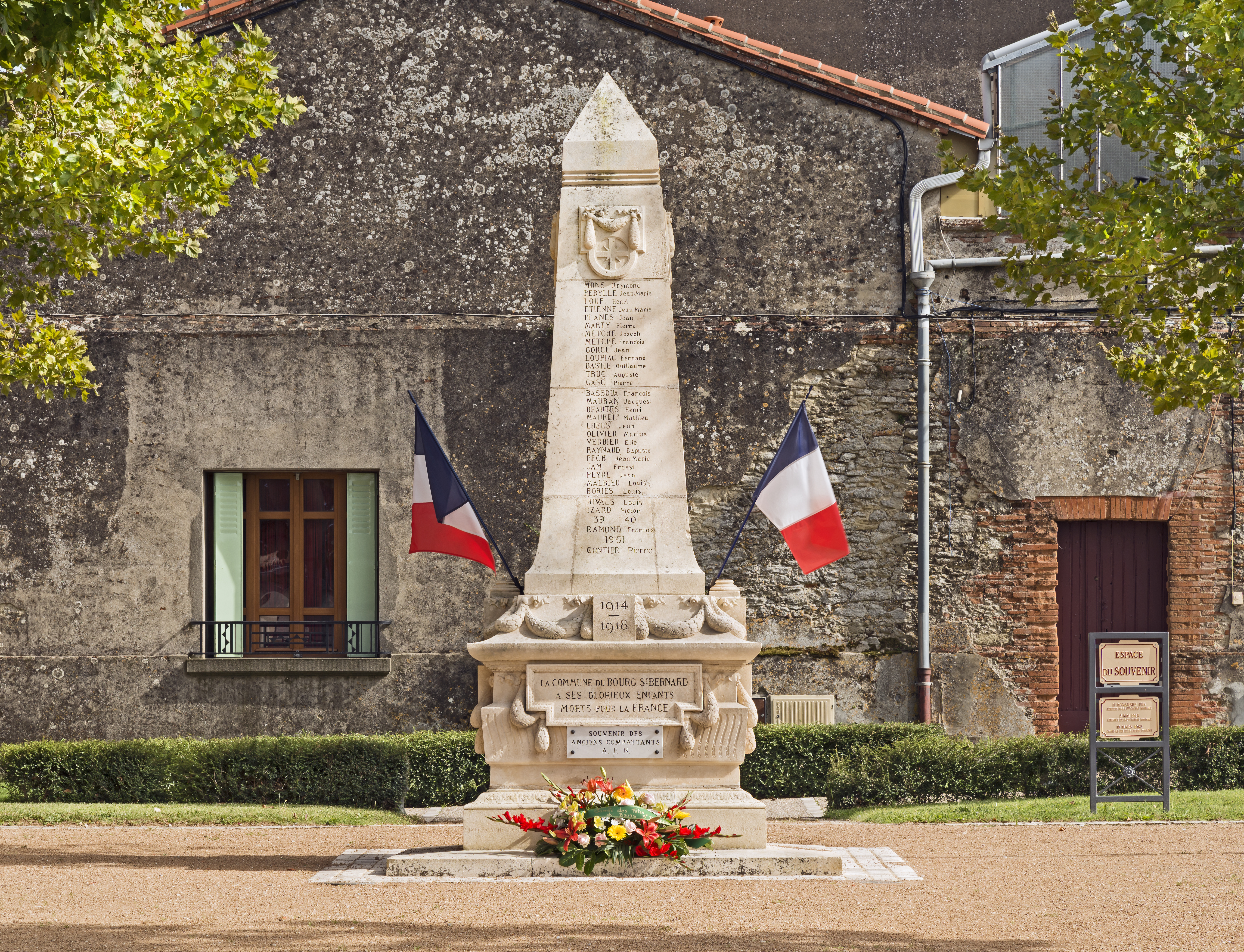
Monumento a los caídos